# Кіль (біологія)

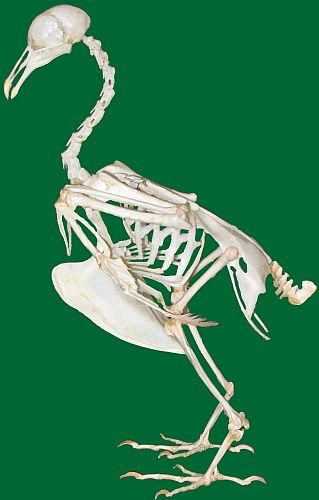
Кіль в скелеті голуба

Кіль (лат. carina) — виріст кістки груднини у хребетних тварин, слугує для додаткового прикріплення сильно розвинутих грудних м'язів. Зазвичай добре розвинутий у летючих тварин (літаючі ящери, більшість птахів, кажани), рідше в риючих (кроти). У нелітаючих птахів кіль відсутній (наприклад, страуси, какапо), але зберігається у птахів, що плавають за допомогою крил (пінгвіни).
У ранніх птахів, навіть великих летючих форм (як наприклад у Sapeornis) кіля не було; він виник лише у групи Ornithothoraces, що об'єднує сучасних і енанціорнісових птахів , хоча зустрічається і у віддалених родичів птахів альваресзаврових .
У птахів груднина з кілем може бути найбільшою кісткою . У лебедів і журавлиних в кіль заходить трахея, вкладаючись всередині нього петлями . Передбачається, що це забезпечує передачу звукових вібрацій від невеликого їх джерела — сиринкса — на велику кістку — груднину, а від неї — на повітряні мішки .